# Lavanify miolaka
Lavanify miolaka és un mamífer del Cretaci superior (possiblement del Maastrichtià, entre fa 70,6 i fa 65,5 milions d'anys) de Madagascar. Fou descrit a partir de dues dents aïllades, una de les quals està danyada. Les dents foren trobades entre el 1995 i el 1996 i descrites en un article publicat el 1997 a Nature. Lavanify forma part de la família dels sudamerícids, dins l'ordre dels gondwanateris, i els seus parents més propers són el bharatteri, de l'Índia, i el gondwanateri Sudamerica, del continent sud-americà. Els gondwanateris s'alimentaven probablement de material vegetal dur.
L. miolaka tenia dents corbes i de corona alta. Una de les dents fa 11,2 mm, presenta un solc profund i té una àrea amb forma de ve baixa composta de dentina al centre de la corona. L'altra dent, la danyada, fa 9,9 mm i presenta com a mínim una cavitat profunda (infundíbul). Els caràcters compartits per Lavanify i el bharatteri inclouen la presència d'un infundíbul, un solc, grans bandes contínues de matriu entre els prismes de l'esmalt, i pericimes, unes crestes i solcs amb forma d'ona situats a la superfície de l'esmalt.

## Descobriment i context
Es descobriren dues dents de Lavanify el 1995-1996 durant expedicions conjuntes de la Universitat Estatal de Nova York, la Universitat de Stony Brook i la Universitat d'Antananarivo a la formació de Maevarano, un jaciment situat al nord-oest de Madagascar que data del Cretaci superior (principalment el Maastrichtià, entre fa 70,6 i fa 65,5 milions d'anys). Les dues dents foren trobades a localitats diferents d'una unitat de la formació de Maevarano, composta de gres blanc i ubicada a prop del poblet de Berivotra. Les dents foren dipositades a les col·leccions de la Universitat d'Antananarivo (espècimen UA 8653) i del Museu Field d'Història Natural (espècimen FMNH PM 59520). David Krause et al. descrigueren Lavanify miolaka i un sudamerícid de l'Índia al qual no donaren nom en un article publicat el 1997 a Nature. El nom genèric Lavanify significa ‘dent llarga’ en malgaix, mentre que el nom específic miolaka significa ‘corba’ en la mateixa llengua. Ambdós noms es refereixen a la forma de la dent.
Els gondwanateris són un petit grup de mamífers de posició taxonòmica incerta que visqueren des del Cretaci superior fins a l'Eocè als continents sorgits de Gondwana. Quan foren descoberts a la dècada del 1980, inicialment es cregué que eren xenartres, és a dir, membres del mateix grup que els peresosos, armadillos i porcs formiguers d'avui en dia. Tanmateix, els estudis posteriors o bé han afavorit la teoria d'una relació amb els multituberculats (un grup divers de mamífers fòssils) o bé han deixat la posició filogenètica dels gondwanateris com a pregunta oberta. Els ferugliotèrids foren gondwanateris de corona baixa que visqueren entre el Campanià i el Maastrichtià a l'Argentina. Tots els altres gondwanateris, incloent-hi L. miolaka, són classificats com a sudamerícids i es distingeixen per les seves dents de corona alta (hipsodonts). Aquesta família inclou Gondwanatherium (Campanià-Maastrichtià de l'Argentina), Sudamerica (Paleocè de l'Argentina), Lavanify, almenys una espècie del Maastrichtià de l'Índia, una espècie encara no anomenada de l'Eocè de l'Antàrtida i un possible gondwanateri encara per anomenar, TNM 02067 (Cretaci de Tanzània). Krause et al. suggeriren que el parent més proper de Lavanify era el sudamerícid indi, que en aquell temps encara no havia rebut nom. El 2007, aquest animal fou descrit de manera independent per dos equips diferents encapçalats per G.P. Wilson i G.V.R. Prasad, que li donaren els noms Dakshina i Bharattherium, respectivament. Com que aquest últim nom fou el primer a ser publicat, és considerat el nom correcte del gènere. Ambdós equips estaven d'acord sobre la relació entre L. miolaka i l'animal indi. Els gondwanateris han estat interpretats o bé com animals que s'alimentaven d'arrels, escorça i vegetació abrasiva, o bé com els primers mamífers menjadors d'herba.
S'han trobat altres mamífers del Cretaci superior de Madagascar, la majoria associats a dents aïllades. Hi ha un possible segon gondwanateri representat per una dent més gran i de corona més baixa que les de L. miolaka, mentre que una altra dent de corona encara més baixa també podria pertànyer a un gondwanateri. Hi ha una molar inferior denominada UA 8699 que podria ser d'un metateri o un euteri, així com un fragment de molar assignable als multituberculats. Finalment, hi ha un mamífer que encara està per descriure i que és conegut a partir d'un esquelet bastant complet. La fauna també inclou crocodiliformes, dinosaures i altres tipus d'animals.

## Descripció
L. miolaka és conegut a partir d'una dent molariforme completa (UA 8653) i una de trencada (FMNH PM 59520). Krause et al. no foren capaços de determinar si les dents provenien del maxil·lar inferior o el superior ni si eren molars o premolars molariformes, però suggeriren que representaven posicions dentals diferents. Tanmateix, l'any 2007 Wilson et al. identificaren UA 8653 provisionalment com a molariforme inferior esquerra (mf4); com que no es pot distingir amb certesa les molars i les premolars dels gondwanateris, es prefereix el terme «molariforme». La superfície de l'esmalt presenta pericimes (crestes i solcs distribuïts en un patró transvers similar a una ona).
L'holotip UA 8653 és hipsodont i corb. Fa 11,2 mm d'alçada, el 85% dels quals són de la corona, que fa 3,4 × 3,2 mm. La superfície mastegadora està desgastada i conté una illa amb forma de ve baixa que està composta de dentina i es troba envoltada per esmalt. L'esmalt està absent d'una banda de la corona. Entre els dos braços de la ve baixa, a la vora lingual (interior) de la dent, hi ha un solc reblit amb cement que s'estén al llarg de tota la dent. La presència d'aquest solc tan llarg el distingeix del gondwanateri, un sudamerícid del Cretaci superior de Sud-amèrica. L'esmalt es compon de prismes petits i rodons que estan separats per amples bandes contínues de matriu interprismàtica (MIP, el material que hi ha entre els prismes d'esmalt).
FMNH PM 59520 fa 9.8 mm d'alçada. S'assembla a UA 8653 en molts aspectes, però és menys corba i la superfície mastegadora conté un gran infundíbul (una cavitat amb forma d'embut) reblit amb cement i envoltat per esmalt que penetra la dent en profunditat. També presenta o bé un segon infundíbul o bé un solc reblit amb cement. El menor grau de curvatura i les diferències en la morfologia masticatòria suggereixen que les dues dents representen posicions dentals diferents. Krause et al. classificaren aquesta dent provisionalment dins el gènere Lavanify, tenint en compte les considerables variacions que presenten els gondwanateris entre les dents en el si d'una mateixa espècie i la manca de proves en sentit contrari.

## Filogènesi
Krause et al. basaren la seva teoria sobre L. miolaka i el sudamerícid indi en la presència de bandes contínues prominents de MIP en ambdós animals. A la seva descripció de Dakshina, Wilson et al. afegiren la presència d'un infundíbul i pericimes als indicis que apunten a una relació entre els dos mamífers. Aquests tres caràcters són sinapomorfies del clade Bharattherium-Lavanify. També comparteixen la presència de solcs únicament a la vora lingual de les dents, però no se sap amb certesa si es tracta d'un caràcter derivat. Wilson et al. descrigueren dues autapomorfies de L. miolaka: la presència d'una illa de dentina amb forma de ve baixa i la manca d'esmalt a un costat de la corona. En canvi, Prasad et al. observaren l'absència d'esmalt de part de la corona d'una dent de bharatteri i interpretaren aquest caràcter com a sinapomorfia de Bharattherium i Lavanify. També esmentaren la presència d'un solc i l'infundíbul com a caràcters compartits.